# Guto Carvalhaes
Gustavo "Guto" Albrecht Carvalhaes (Rio de Janeiro, 20 augustus 1993) is een Braziliaans beachvolleyballer.

## Carrière
Guto bereikte in 2012 met zijn broer Marcus de kwartfinales bij de wereldkampioenschappen onder de 21 in Halifax en werd een jaar later in Umag wereldkampioen in diezelfde leeftijdscategorie met Allison Francioni. In 2014 wonnen Guto en Allison brons bij WK onder 23 in Mysłowice. Datzelfde jaar debuteerde het tweetal in de FIVB World Tour. Ze namen deel aan drie mondiale toernooien en kwamen daarbij tot een negende plaats in Paraná. Daarnaast waren ze actief in de Braziliaanse en Zuid-Amerikaanse competitie. Het jaar daarop speelden Guto en Allison nog een aantal wedstrijden met elkaar, waarna Guto in de zomer van partner wisselde naar Saymon Barbosa. Guto en Saymon namen in 2015 nog deel aan drie internationale toernooien en behaalden een derde plaats bij het Open-toernooi van Rio de Janeiro. Het seizoen daarop was het duo actief in het Braziliaanse, het Zuid-Amerikaanse en het mondiale beachvolleybalcircuit. In de World Tour speelden ze elf wedstrijden. Ze wonnen in Cincinnati, eindigden als tweede in Klagenfurt en werden derde in Maceió en Olsztyn. In augustus 2016 nam Guto met André Loyola nog deel aan de Grand Slam van Long Beach en in het najaar speelde hij drie wedsrtijden in de Braziliaanse competitie met Benjamin Insfran.
In 2017 volleybalde Guto aan de zijde van Pedro Solberg. Het duo boekte twee overwinningen in het nationale beachvolleybalcircuit en deed mee aan zeven reguliere toernooien in de World Tour. Ze wonnen het toernooi van Poreč en eindigden als vijfde in Den Haag. Bij de wereldkampioenschappen in Wenen bereikten ze de achtste finale waar ze werden uitgeschakeld door het Spaanse duo Pablo Herrera en Adrián Gavira. Het daaropvolgende seizoen speelde Guto achtereenvolgens met Vitor Felipe en Ricardo Santos. Met Felipe kwam hij tot een vierde (Itapema), een vijfde (Huntington Beach) en drie negende plaatsen (Den Haag, Fort Lauderdale en Xiamen) in de World Tour. Met Ricardo werd hij tweede in Espinho en eindigde hij als negende in Wenen. Gedurende het seizoen 2018/19 vormde Guto opnieuw een duo met Saymon. De twee kwamen in elf wedstrijden in het internationale circuit tot een derde (Yangzhou), een vierde (Moskou) en een vijfde plaats (Gstaad).
In maart 2021 eindigde Guto met Evandro Gonçalves als tweede bij het toernooi van Doha. Vervolgens volleybalde hij vijf internationle toernooien met Arthur Mariano met een vijfde plaats in Cancún als beste resultaat. In november wisselde hij van partner naar Alison Cerutti met wie hij als vijfde eindigde bij het toernooi van Itapema. Het jaar daarop namen Guto en Alison deel aan vijf toernooien in de Beach Pro Tour – de opvolger van de World Tour. Ze kwamen daarbij tot drie vijfde plaatsen (Rosarito, Ostrava en Jūrmala). Bij de WK in Rome bereikte het tweetal de kwartfinale, waarin de latere wereldkampioenen Anders Mol en Christian Sørum in twee sets te sterk waren. In 2023 partnerde Guto opnieuw met Solberg. Het duo deed mee aan drie internationale toernooien en eindigde op een gedeelde vijfde plaats in Gstaad.

## Palmares
Kampioenschappen
- 2013:  WK U21
- 2014:  WK U23
- 2017: 9e WK
- 2022: 5e WK

FIVB World Tour
- 2015:  Rio de Janeiro Open
- 2016:  Maceio Open
- 2016:  Cincinnati Open
- 2016:  Grand Slam Olsztyn
- 2016:  Klagenfurt Major
- 2017:  5* Poreč
- 2018:  4* Espinho
- 2018:  4* Yangzhou
- 2021:  4* Doha